# Allofykocyanin

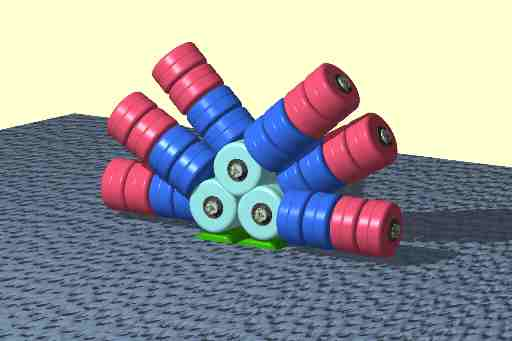
Fykobilizom obsahuje přídatné fotosyntetické pigmenty: na obrázku světle modře allofykocyanin, tmavě modře fykocyanin a červeně fykoerytrin. Tyto pigmenty se uplatňují mimo jiné při jevu zvaném chromatická adaptace

Allofykocyanin je modrý fotosyntetický pigment, který se skládá z fykobilinové skupiny a na něj navázaného proteinu. Slouží jako pomocné fotosyntetické barvivo u sinic a ruduch, tvoří u nich vnitřní část (dřeň) fykobilizomu, tedy anténovité struktury umístěné na povrchu buněk sinic či na povrchu plastidů ruduch. Allofykocyanin dokáže pohlcovat světlo o vlnové délce až 650 nm.